# 사라 바르가
사라 바르가(Sara Varga, 1982년 4월 14일 ~ )는 스웨덴의 싱어송라이터가수, 작곡가, 작가, DJ이다.